# Festuca polita
Festuca polita är en gräsart som först beskrevs av  Eugen von Halácsy och fick sitt nu gällande namn av Nikolai Nikolaievich Tzvelev. Festuca polita ingår i släktet svinglar, och familjen gräs. Inga underarter finns listade i Catalogue of Life.